# Cryptopygus caecus
Cryptopygus caecus är en urinsektsart som beskrevs av Einar Wahlgren 1906. Cryptopygus caecus ingår i släktet Cryptopygus och familjen Isotomidae. Inga underarter finns listade i Catalogue of Life.